# Zdzisław Krzemiński
Zdzisław Jerzy Krzemiński pseudonim Zych, Jerzy (ur. 5 września 1918, zm. 26 marca 2009 w Warszawie) – polski prawnik, adwokat, działacz narodowy.

## Życiorys
Autor kilkunastu książek z zakresu prawa rodzinnego, procedury cywilnej, ustroju adwokatury oraz historii adwokatury, a ponadto stu kilkudziesięciu artykułów z zakresu tej tematyki. Angażował się w pomoc i promocję osób z wykształceniem prawniczym, aby szeregi palestry nie były zamknięte dla osób z poglądami narodowymi.
Był wiceprezesem NRA i redaktorem „Palestry“. W 1970 obronił na Uniwersytecie Warszawskim doktorat („Pełnomocnik w sądowym postępowaniu cywilnym”) napisany pod kierunkiem prof. Jerzego Jodłowskiego. 
Przed II wojną światową należał do Związku Akademickiego Młodzież Wszechpolska i Stronnictwa Narodowego. Podczas wojny był żołnierzem Narodowych Sił Zbrojnych, po wojnie działał w opozycji demokratycznej. Po przemianach w roku 1989 pomagał w odbudowie polskiego ruchu narodowego, uczestniczył w spotkaniach i zjazdach Młodzieży Wszechpolskiej i Ligi Polskich Rodzin.

## Wybrane książki
- „Historia warszawskiej adwokatury”
- „Karty z dziejów warszawskiej adwokatury”
- „Etyka adwokacka"[6].